# Regione di Kivalliq
La regione di Kivalliq (Inuktitut: ᑭᕙᓪᓕᖅ) è una delle tre regioni amministrative di Nunavut. Consiste della porzione di continente a ovest della Baia di Hudson con l'isola di Southampton e l'isola di Coats. Il capoluogo è Rankin Inlet (pop. 2.358).
Prima del 1999 la regione esisteva con confini abbastanza simili come distretto di Keewatin.

## Comunità
- Arviat
- Baker Lake
- Chesterfield Inlet
- Coral Harbour
- Rankin Inlet
- Repulse Bay
- Whale Cove

## Aree protette
- Arvia'juaq National Historic Site
- East Bay Bird Sanctuary
- Fall Caribou Crossing National Historic Site
- Harry Gibbons Bird Sanctuary
- Ijiraliq Territorial Park
- Inuujarvik Territorial Park
- McConnell River Migratory Bird Sanctuary
- Thelon Wildlife Sanctuary

## Società

### Evoluzione demografica
Censimento 2006
- Popolazione: 8.348
- Evoluzione demografica (2001-2006): +10.5%
- Nuclei familiari: 2,398
- Posizione a livello nazionale (popolazione): 280° su 288
- Posizione a livello territoriale (popolazione): 2° su 3